# IFPI Schweiz
IFPI Schweiz é uma empresa oficial da Suíça que representa as indústrias fonográficas no país. Ela é associada ao IFPI.